# EC registarski broj
EC registarski broj (eng. EC number, European Commission number - broj Europske komisije), poznat i kao EC-No i EC#, je broj od sedam znamenki kojim se označavaju kemijske tvari komercijalno dostupne u Europskoj uniji. Dodjeljuje ga Europska komisija i to je službeni broj tvari u Europskoj uniji.